# چارلز سیدنی اسمیت
چارلز سیدنی اسمیت (به انگلیسی: Charles Sydney Smith) ورزشکار مرد رشتهٔ واترپلو اهل بریتانیا است. وی در بین سال‌های ‎۱۹۰۸ تا ۱۹۲۰ میلادی در مسابقات بازی‌های المپیک تابستانی در مجموع ۳ مدال طلا را کسب کرد.